# Parachabora umbrescens
Parachabora umbrescens är en fjärilsart som beskrevs av Dyar 1927. Parachabora umbrescens ingår i släktet Parachabora och familjen nattflyn. Inga underarter finns listade i Catalogue of Life.